# Come on! ALFEE!!
Come On! ALFEE!!（カモン!アルフィー!!）は、新型コロナウイルスの影響によりBest Hit Alfee 2020 春の夢の全公演が延期され、秋ツアーの開催も断念したことに伴い、新しい配信企画として発表されたTHE ALFEEの演奏公演企画。
略称はカモアル、カモフィー。制作THReee entertainment、配信Thumva（サムバ）。オープニングは書き下ろしオリジナルソング。配信終了時の「高見沢俊彦と、坂崎幸之助と、桜井賢。3人合わせて THE ALFEEでした」が恒例となる。
Season7終了後の2023年9月20日にThumvaより配信サービスを11月30日に終了すると発表された。
2023年9月22日放送のK's TRANSMISSIONで「次回以降Come On! ALFEE!!をやる機会があれば、親会社のTHReeeさんと協力して分かりやすいプラットフォームでアルフィーさんの為だけにやりましょうと話している」と放送された。
2024年10月31日、THE ALFEE公式Instagramより『「Come on! ALFEE!!」の新シリーズの配信があるとしたら、番組のスタート時間は「19時～」「20時～」のどちらがよいですか？』とのアンケートが有り、カモンアルフィー復活の期待が高まった。
2024年12月5日、THE ALFEE公式サイト「ALFEE.COM」より「Come on! ALFEE!! Returns / Season 8」の配信開始がアナウンスされた。配信プラットフォームをSPOOX（スクープス）に移行。

## Come on! ALFEE!! 　～LIVE&チャット&生トーク～（全12回）
- 過去のライブ映像や撮り下ろしのライブ映像をTHE ALFEEメンバーと一緒に観ながら、視聴者からリアルタイムで寄せられたチャットでの質問や感想に生トークで答えた[7][8]
- 各地イベンターお薦めのスイーツを紹介するコーナーでは、スイーツ紹介のほか、昔のエピソードトークもあり、後に「わたしのイチオシスイーツ｣コーナーに発展する。

第1回　「1986 TOKYO BAY-AREA」を一緒に観よう!　2020年10月4日 20:00～22:00
第2回　秋だ! アコギだ! ALFEEだ! Part1　2020年10月11日 20:00～22:00
- もし、○○だったら・・・
- 撮り下ろしライブ
  - 水曜の朝、午前3時
  - さよならの鐘
  - ラブレター
  - Promised Love
  - SAVED BY THE LOVE SONG

第3回　Best Hit Alfee 2020 秋の夢 LOVE & HOPE Vol.1　2020年10月18日 20:00～22:00
- 撮り下ろしライブ
  - メリーアン
  - 風曜日、君をつれて
  - 友よ人生を語る前に
  - 人間だから悲しいんだ
  - FLOWER REVOLUTION

第4回　「1987 SUNSET-SUNRISE」を一緒に観よう!　2020年11月1日 20:00～22:00
第5回　Best Hit Alfee 2020 秋の夢 LOVE & HOPE Vol.2　2020年11月15日 20:00～22:00
- 撮り下ろしライブ
  - STARSHIP -光を求めて-
  - SWEET HARD DREAMER
  - ONE
  - 罪人達の舟
  - 進化論B

第6回　秋だ!アコギだ!ALFEEだ! Part2　2020年11月29日 20:00～22:00
- 撮り下ろしライブ
  - 挽歌
  - Journeyman
  - 風の詩
  - 夜汽車
  - My Truth

第7回　Best Hit Alfee 2020 秋の夢 LOVE & HOPE Vol.3 FINAL　2020年12月13日 20:00～22:00
- 撮り下ろしライブ
  - 星空のディスタンス（抗コロナVer.）
  - 恋愛論理
  - Final Wars!
  - 孤独の影
  - DNA Odyssey

第8回　Best Hit Alfee 2020 - 2021 冬の夢 LOVE & HOPE Vol.1 ～ Merry Christmas! ～／2020年12月24日 19:00～21:00
- 配信冒頭で日本武道館アリーナからの生配信と発表される
- クリスマスコントダイジェスト
- 撮り下ろしライブ
  - 愛をとりもどせ!!
  - 恋人達のペイヴメント
  - Candle Light
  - 聖夜-二人の Silent Night-
  - 至上の愛

第9回　Best Hit Alfee 2020 - 2021 冬の夢 LOVE & HOPE Vol.2 ～ Happy Birthday SAKURAI!～／2021年1月20日 20:00～22:00
- バースデーケーキとシャンパン(ノンアルコール)でお祝い
- 撮り下ろしライブ
  - LOVE NEVER DIES
  - 1月の雨を忘れない
  - Battle Starship Neo
  - 明日の鐘
- スナックアルフィー
  - わたし祈ってます
  - よせばいいのに
  - ラブユー東京
- 2020年12月23日収録の「俺たちの武道館」を2021年3月27日に配信する旨を発表。一部紹介として「Joker -眠らない街-」をワンフレーズ配信。

第10回　「1985 YOKOHAMA STADIUM 3DAYS」を一緒に観よう!　2021年2月3日 20:00～22:00
- スナックアルフィー
  - 危険なリンゴ（桜井）
  - そして、神戸（坂崎）
- 1985 YOKOHAMA STADIUM 3DAYS を一緒に観よう!
- THE ALFEE 2021年のキャッチコピー

第11回　冬だ! アコギだ! ALFEEだ! Valentine's Night　2021年2月14日 20:00～22:00
- スナックアルフィー
  - ウエイト・アローン（坂崎）
  - 心凍らせて（高見沢）
  - ブルー・シャトウ（桜井）
- 撮り下ろしライブ
  - 冬将軍
  - 木枯しに抱かれて…
  - Just Like America
  - SWEAT&TEARS アコギVer.
  - いつも君がいた

第12回　Best Hit Alfee  2020 - 2021 冬の夢 LOVE & HOPE Vol.3 FINAL／2021年2月28日 20:00～22:00
- スナックアルフィー
  - 想い出の渚（坂崎）
  - 星降る街角（高見沢）
  - 勝手にしやがれ（桜井）
- 撮り下ろしライブ
  - いつかの未来
  - 太陽は沈まない
  - ROCK憂
  - ラジカル・ティーンエイジャー
  - See You Again

番組終了前にCome On! ALFEE!!　Season2の制作が発表される。

## Come on! ALFEE!!　Special　俺たちの武道館2020
- 2021年3月27日　19:00～21:00
- 2020年12月23日に行われた無観客ライブ「俺たちの武道館2020」の配信が行われた。[9]
- 無観客ライブの前後にALFEEによるスタジオトークが行われた。本編13曲、アンコール3曲。

## Come on! ALFEE!!　Season2　春の夢のつづき「毎回SPだ!!」（全10回）
- 春ツアー「Best Hit Alfee 2021 春の夢のつづき」の全公演中止が発表。Come on! ALFEE!!が好評だったため「毎回SPだ!!」と題し制作された[10]。

第1回　SAKAZAKI Birthday Special!　2021年4月15日　20:00～22:00
- 坂崎幸之助生誕ヒストリー
- （撮り下ろしライブ）
  - 明日なき暴走の果てに
- スナックアルフィー
  - 星のフラメンコ（坂崎）　
  - 悲しくてやりきれない（坂崎）
  - 上を向いて歩こう（坂崎）
  - くちなしの花（桜井）　
  - 虹の中のレモン（高見沢）　
  - うちのお父さん（坂崎）
- 私とアルフィーのチョットいい話
- 2019年12月26日 THE ALFEE 45th Anniversary Best Hit Alfee Final 2019 冬の乱 Battle Starship Alfee III　国立代々木競技場 第一体育館ライブより「CRASH!」
- 私のイチ押しスイーツ

第2回　TAKAMIZAWA Birthday Special!　2021年4月17日 20:00～22:00
- 高見沢俊彦生誕ヒストリー
- 2020年2月15日　Takamiy 2020 Metal Valentine's Day　中野サンプラザより「エデンの君」「薔薇と月と太陽 ～The Legend of Versailles」
- スナックアルフィー
  - まほろば（高見沢）
  - ひとかけらの純情（桜井）
  - スワンの涙（高見沢）
  - 王将（坂崎）
  - 六本木心中（高見沢）
- もう一度見たいあのシーン（Come on! ALFEE!!　Season1より）
  - 1位　桜井　母音（ぼおん）事件
  - 2位　トナヒコと武道館
  - 3位　Happy Birthday 桜井
  - 4位　坂崎　生ぬるいパンを出す
  - 5位　高見沢　言い間違いシーン
  - 次点　エロ崎特集
  - 番外編　高見沢コスプレ特集

第3回　「1987 MEIGAKU LIVE」を一緒に観よう! Special　2021年4月25日 20:00～22:00
- 1987 MEIGAKU LIVE を見ながらエピソードトーク
- ライブ使用ギター紹介　ESP Flying-A　白　坂崎とギターセッション&桜井のギロ
- 2014年3月18日　明治学院大学　名誉学士称号授与式より「明日なき暴走の果てに」
- 私のイチ押しスイーツ
- 私とアルフィーのチョットいい話
- 2004年明治学院大学 THE ALFEE 30th anniversary より「メリーアン」「シュプレヒコールに耳を塞いで」
- 2009年ビデオパンフより「桜の実の熟する時」（アコースティック ver.）

第4回　THE ALFEE王 決定戦 Special　2021年5月 5日 20:00～22:00
- 撮り下ろしライブ
  - 勇気凜々
  - Another Way
  - 生きよう
- THE ALFEE王　決定戦
- 2500回記念雷舞 祝!桜井賢還暦コンサート より「勝手にしやがれ」
- 40th Anniversary 2014 40年目の夏より「危険なリンゴ」
- 私のイチ押しスイーツ

第5回　THE ALFEE すべってもいい話 Special　2021年5月16日 20:00～22:00
- 撮り下ろしライブ
  - まだ見ぬ君への愛の詩
  - COMPLEX BLUE -愛だけ哀しすぎて-
  - Wonderful Days
- 過去のライブ映像
  - 2014年8月25日　40周年記念セレモニーコンサート（日本武道館）より「府中捕物控」
  - 2014年7月26日　THE ALFEE 40th Anniversary 2014 40年目の夏より「青春の記憶」
  - 2016年7月30日　30th Summer! Best Hit Alfee 2016 夏フェスより「白いハイウェイ」
  - 2019年8月25日　45周年記念セレモニー＆スペシャルコンサート（大阪城ホール）より「卒業」

第6回　コント Special　2021年5月30日 20:00～22:00
- 生コント28分間　「あくまで私たちはミュージシャンです!」と言い訳される
- 見たいコントランキング
  - 1位 白雪姫と7人の坂崎 　Best Hit Alfee 2015.4.15 新潟県民会館
  - 2位 ハッピーおじさん　Count Down '93 VICTORY
  - 3位 学園コント　2009 CONFIDENCE NHKホール
  - 4位 春のアラレちゃん
  - 5位 まさるブートキャンプ／STSシリーズ
  - 番外編 セーラータカミー／マッチ売りのタカミー／エンジェルタカミー／ワンタン姉妹

- 撮り下ろしライブ
  - 希望の鐘が鳴る朝に
  - ひとりぼっちのPretender
  - あなたに贈る愛の歌
- Legendary Summer 2009 YOKOHAMA PERFECT BURNより「君はパラダイス　」

第7回　「BEAT BOYS & The KanLeKeeZ」を一緒に観よう! Special　2021年6月13日 20:00～22:00
- BEAT BOYS　野外イベントビデオ　GO! GO! NAGOYA-DAGANE!（1988年）
- The KanLeKeeZ　出演シーン集

第8回　ALFEEって本当はミュージシャンなんです! Special　2021年6月27日 20:00～22:00
- 「ALFEEって本当はミュージシャンなんです」相関図
- 2019.8.25 45周年記念SPECIALライブ　大阪城ホールより「学生街の喫茶店」
- 撮り下ろしライブ
  - 晴れ時々流星
  - 私的恋愛論
  - LIBERTY BELL
- 「ALFEEって本当はミュージシャンなんです!」ギター紹介･生セッション
  - 坂崎
    - ギブソン・DOVE(ダヴ)
    - マーティンDｰ45　
    - マーティン・Pre-war 000-28
    - T’sT No.8
    - TSK 12弦

  - 桜井　フェンダー・ジャズベース 1964　ステージ用
  - 高見沢
    - ESP エキシビション･ストリーム
    - ESP アルティメット･アークエンジェル
    - ESP FLYING SEVEN
    - ギブソン・レスポール'59

第9回　 THE ALFEE 初めての回転寿司 Special　2021年7月 4日 20:00～22:00
- ビデオパンフレット(2000年)より　本日開店、桜井寿司、坂崎寿司、高見沢寿司
- 江戸っ子寿司神田店でのロケ配信
- 撮り下ろしライブ
  - もう一度君に逢いたい
  - 悲しみが消える時 -you are the rock-
  - 君が通り過ぎたあとに -Don't Pass Me By-

第10回　マル秘 Special　配信　2021年7月18日 20:00～22:00
- 3人の私物プレゼント
- 撮り下ろしライブ
  - 英雄の詩
  - 夕なぎ
  - Going My Way
- 私の心をふるわせた1枚(邦楽)
  - ジャッキー吉川とブルー・コメッツ
  - チューリップ「君のために生れかわろう」
  - ガロ「GAROファースト」
- 素敵な冷凍食品
- Come on ALFEE Season2 面白かったスペシャル
  - 1位　ALFEEって本当はミュージシャンなんです! Special
  - 2位　「BEAT BOYS & The KanLeKeeZ」を一緒に観よう! Special
  - 3位　コント Special,THE ALFEE 初めての回転寿司 Special

＜10番組通し券購入者特典＞Come on! ALFEE!! Season2 春の夢のつづき「毎回SPだ!!」ボーナス配信
- 2021年7月24日 12:00～
- メリーアン　アコースティックバージョン：撮り下ろし配信

## Come on! ALFEE!!　Special THE ALFEE 生誕祭!みんなで祝おう 47 回目の夏!
- 2021年8月25日 20:00～22:00
- 2021年7月31日、8月1日に開催される予定だった横浜アリーナでのイベントBaby, Come Back！の代わりとして企画された[11]。

## Come on! ALFEE!!　Season3　Baby, Come Back! 毎回が日本一だ!（全7回）
- 2021年秋ツアーの開催断念の代わりに、3人合計した年齢が200歳の日本一のバンドがする事全てが日本一だ！と言う理由で「毎回日本一だ!」と題し制作された[12][13]。
- 当初、番組タイトルが発表されたのは、2021年7月31日、8月1日に開催予定だった横浜アリーナでのイベントBaby, Come Back!のDay-1とDay-2のみで、2回目以降番組終了時に次回の内容が発表された。

第1回　2021 Summer 『Baby, Come Back!』7/31 Day-1　2021年10月 9日 19:00～21:30
- 2021年7月31日収録の無観客ライブの配信が行われた。
- ライブの前後にALFEEによるスタジオトークが行われた。

第2回　2021 Summer 『Baby, Come Back!』8/1 Day-2　2021年10月10日 19:00～21:30
- 2021年7月31日収録の無観客ライブの配信が行われた。
- ライブの前後にALFEEによるスタジオトークが行われた。

第3回　遊んで!食べて!! ロケ2本立てSpecial　2021年10月24日 20:00～22:00
- 桜井賢　初めてのもんじゃ焼き　月島ほろよい編　　月島もんじゃ焼き「いろは」仲西店 で ロケ

- あゝ あこがれの西武園ゆうえんち　昭和慕情編
- 撮り下ろしライブ　「はじまりの詩」
- Amazon Prime Video DREAMS COME TRUE 中村正人「Sound Venue」のゲストにTHE ALFEEが出演する事が発表された。

第4回　「1983年8月24日 初の日本武道館コンサート」を一緒に観よう!　2021年11月3日 20:00～22:00
- スナックアルフィー
  - 星降る街角 (高見沢)
  - うちのお父さん (坂崎)
  - くちなしの花 (桜井)
  - 六本木心中 (高見沢)
  - そして、神戸 (坂崎)
  - 勝手にしやがれ (桜井)
- 日本武道館コンサートを見てのエピソードトーク
- THE ALFEE 2021 Winter Baby, Come Back！12月23日・24日の日本武道館、12月29日大阪城ホールの開催が発表された。

第5回　ALFEEって本当はミュージシャンなんです!SP パート2　2021年11月14日 20:00～22:00
- 30th　武道館ライブより　「明日の鐘」
- 「ALFEEって本当はミュージシャンなんです!」ギター紹介
  - 坂崎
    - VG　トリプルネック
    - MARTIN　D-18　(小マーチン)
    - ドブロ（ドブロ社）
    - バンジョー　6弦
    - マンドリン
    - ウクレレ
    - チャランボ

  - 桜井
    - 王将ベース
    - F1ベース
    - ダブルネックベース
    - プレジションベース（桜井初ベース）

  - 高見沢
    - 御神木ギター　鏡、勾玉、剣
    - スナッパー　御神木ver.
    - ESPギター　青　赤
- 2016冬フェスより「Orionからの招待状」
- スナックアルフィー
  - 加茂の流れに（坂崎）
  - メモリーグラス（高見沢）
  - 危険なふたり（桜井）

第6回　「釣って釣られて日本一」「駄菓子屋日本一」2本立てSpecial　2021年11月28日 20:00～22:00
- スナックアルフィー
  - また逢う日まで（桜井）
  - 別れの予感（高見沢）
  - 噂の女（坂崎）
- 「釣って釣られて日本一」ロケ地「釣船茶屋ざうお」亀戸駅前店
- 2001武道館ライブより「Punks Life」
- 駄菓子屋日本一
- 2012武道館ライブより「鋼鉄の巨人」
- 発見！これってアルフィー？

第7回　「スナックアルフィー」SP　2021年12月5日 20:00～22:00
- スナックアルフィー第１部
  - 君といつまでも（桜井）
  - 雪国（坂崎）
  - つぐない（高見沢）
  - ルビーの指輪（桜井）
  - 針葉樹（高見沢）
  - 長い夜（坂崎）
- 1983年 OVER DRIVE-ALFEE 8.24 BUDOKAN- 公演 入場者プレゼントビデオ映像
- カンレキーズの衣装を着て登場　バンバンバン
- スナックアルフィー第２部 G.S.スペシャル
  - シーサイド・バウンド（桜井）
  - 朝まで待てない（坂崎）
  - 想い出の指輪（高見沢）
  - マドモアゼル・ブルース（坂崎・高見沢）
  - 北国の二人（桜井）
  - 悲しき願い（坂崎）
  - ブルーシャトー（桜井）
  - ダンシング・ロンリー・ナイト（高見沢）
  - 想い出の渚（坂崎）
  - 星降る街角（桜井・坂崎・高見沢）
  - 白いサンゴ礁（坂崎・桜井・高見沢）
  - 一枚の楽譜（高見沢）
  - 亜麻色の髪の少女（桜井・坂崎）
  - 恋人達にブルースを（高見沢）
  - チャンピョン（坂崎・桜井）
- 武道館ライブ　AUBE 2010 新世界〜Neo UniverseⅡ〜 「運命の轍 宿命の扉」
- 私のイチ押しスイーツ
- 武道館ライブ　Best Hit Alfee Final 2018 冬ノ巻 Château of The Alfee III　「Promised Night」
- 緊急告知　Come On! ALFEE!!　Season4 2022 GO TO SPRING!!　配信決定発表

## Come on! ALFEE!!　Season4 2022 GO TO SPRING!!（全5回）
2021年12月5日 カモンアルフィー配信の中で Come on! ALFEE!!　Season4 全5回で制作が発表された。
5番組通し券 購入特典はCome on! ALFEE!! ロケ4部作 Special Blu-ray。
第1回　新春 Special　2022年1月10日  20:00～22:00
- お正月遊び
  - ゴジラ大咆哮かるた　輪投げ　羽子板　卓球　福笑い
- THE ALFEE Count Down 2001 HELLO GOOD-BYE より「SWEAT&TEARS（アウトロ）～カウントダウン～夢よ急げ！」
- 30th anniversary Count Down 2005 TIME AND TIDE より「夢よ急げ（アウトロ）～カウントダウン～AFFECTION」
- ALFEEお正月クイズ（一般常識）
- 撮り下ろし特別映像　2020.12.23 武道館 インタビュー
  - 2年間、有観客ライブの中止を決断した理由
  - 2年ぶりの有観客ライブに臨む心境
- 鬼オシ！アテ＆オトモ

第2回　桜井賢 Birthday Special　2022年1月20日 20:00～22:00
第3回　Valentine's Day Special　2022年2月14日 20:00～22:00
- バレンタインデーに聴きたいALFEEの曲
  - 1位 恋人達のペイヴメント
  - 2位 Juliet
  - 3位 100億のLove Story
  - 4位 Promised Love
  - 5位 恋の花占いⅡ(セカンド)
- バレンタインスペシャル企画「チョコレートを作ろう!」
- 2021 Baby Come Back 12/24　日本武道館ライブより
  - 「あなたに贈る愛の歌」「LOVE」
- 次回マル秘スペシャルは「天地創造スペシャル」と発表

第4回　マル秘 Special　2022年2月23日 20:00～22:00
第5回　White Day Special　2022年3月14日 20:00～22:00

## Come on! ALFEE!!　Season5「月イチでもいいからお願いよって熱いリクエストに応えて、春ツアー中に緊急開幕のシーズン5スペシャル!」（全4回）
- THE ALFEE 2022 Spring Tour Genesis of New World 天地創造　4月17日・ふくやま芸術文化ホール リーデンローズと4月22日 FM-NACK5 K's TRANSMISSION 「THE ALFEE　INFORMATION」で発表。
- 6月2日から月1回・全4回[16][17]
- 4番組通し券 購入特典はCome on! ALFEE!!スペシャル目覚まし時計 《「Come on! ALFEE!!のテーマ」収録♪》青色／ピンク色

- 緊急告知映像　番外編・特別配信（舞台袖で収録した映像を配信。Season5制作発表・タイトル発表）
- 2021 Baby Come Back 12/24　日本武道館ライブより未公開映像「The 2nd Life -第二の選択-」

第1回　「天地創造」春ツアー途中経過SP　2022年6月2日 20:00～22:00
- オープニングトーク　タマホームCM　#ALFEE3人地毛の真相
- 天地創造ツアーの裏側
- 2022年4月18日ふくやま芸術文化ホール リーデンローズでのTakamizawa Birthday LIVE ダイジェスト
- 当日の音声は無く、振動αが使用された。
- 春ツアー「天地創造」観戦レポート
- 2021 Baby Come Back　12/24　日本武道館ライブより未公開映像「恋の炎」「SWEAT & TEARS」
- 50周年まで待てない!みんなで一緒に作ろうALFEE年表
  - 1973年から1979年まで発表予定だったが、1978年までで次回に持ち越した
- MV「希望の鐘が鳴る朝に」
- お薦め お取り寄せ選手権
- こんなコンサートグッズがあったらいいな選手権

第2回　夏の「天地創造」どうなる?SP　2022年7月9日  20:00～22:00
- 夏の天地創造　大喜利大会
- 横浜ロケ
  - くるみっこパフェ
  - みなとみらい周辺　夏のイベントの振り返り
  - YOKOHAMA AIR　CABIN
  - ランドマークタワー　69階 スカイガーデン　シン・ウルトラマン特別展示
  - ぴあアリーナMM　会場下見
  - 萬珍楼本店　会食
- 2021 Baby Come Back 12/24　日本武道館ライブより未公開映像「悲しみが消える時 ーyou are the rockー」「はじまりの詩」
- お薦め お取り寄せ選手権
- 50周年まで待てない!みんなで一緒に作ろうALFEE年表
  - 1979年のみ発表　
    - 1979年10月19日　高見沢アパート天井落下事件（台風20号の吹き返しの風）→　桜井宅に泊まる　→　居酒屋で高見沢に角刈りにしろと説得される
    - 1979年10月20日　桜井角刈り事件（原宿の理容院）
    - 1979年10月21日　シングル「冬将軍」発売　

  - MV「太陽は沈まない」

第3回　ALFEE生誕祭!「50周年まであと2年」SP　2022年8月25日 20:00～22:00
- デビュー48周年記念　SPECIALサンドアート
  - サンドアート集団SILT　リーダー船本恵太　アーティスト竹谷和真
- 夏の天地創造報告・観戦レポート。メンバーによるイベントの感想とイベントビデオ公開。当日の音声は無く、BGMに「天地創造」
- 2022 春の天地創造　東京国際フォーラムより未公開映像「Jupiter～星空のディスタンス」「おくりもの」
- お薦めお取り寄せ選手権
  - 佐渡へんじんもっこのたまとろサラミ、豊橋夏目家の丸もち餃子、トップスのカレーを紹介。
    - 配信終了後、夏目家に注文が殺到。事態を飲み込めない夏目家公式Twitter[18]の中の人が面白いように沼おちしていく様子をみんなで見守る事態が発生。あまりにもよく食べる高見沢に向け桜井が「育ち盛りのおじいさん」と発言。
- 2022春ツアー観戦レポート
- 50周年まで待てない!みんなで一緒に作ろうALFEE年表
  - 1980年～1982年3月まで　発表
  - MV「Nouvelle Vague」

第4回　「天地創造」もうすぐ秋ツアー!SP　2022年9月19日 20:00～22:00
- ギターセッション
  - 高見沢　御神木ギター（スナッパー）
  - 坂崎　ギブソン（所ジョージから送呈された）
  - 桜井　1964フェンダー・ジャズベース
- 2022 春の天地創造　東京国際フォーラムより未公開映像「トラベリング・バンド」「ブックエンド～友よ人生を語る前に」「振動α」
- 夏の天地創造　観戦レポート
- お薦めお取り寄せ選手権
- 2022夏イベDVDパンフレット非公式版より　カップヌードルミュージアム
- 50周年まで待てない!みんなで一緒に作ろうALFEE年表
  - 1982年4月～12月まで
  - MV「Innocent Love」
- 71thシングル発売情報　星空のCeremony・Circle of Seasons
- Season6開催相談会。Season6の開催について後で決めることになる。ALFEE年表の完成を目指しているがそのうち開催することに決定。

## Come on! ALFEE!!　Season6～毎回が記念日ってホント???～（全6回）
- THE ALFEE 2022 Autumn Tour Genesis of New World 天地創造　12月10日(土)名古屋国際会議場センチュリーホールでのコンサート会場と 同日 THE ALFEE OFFICIAL SITE ALFEE.COM[19]と Alfee Mania[20] の公式サイトで発表。
- 12月27日番組タイトルなど配信情報が発表された[21][22]。
- 6番組通し券 購入特典は　Come on! ALFEE!! ロゴ入りラグマット

第1回　桜井賢 生誕記念日!　2023年1月20日 20:00～22:00
- 桜井賢誕生日おめでとうコーナー
  - ケーキ（鎧塚俊彦制作）
  - 誕生日プレゼント・・・桜井賢クッション
- 2022 Summer Genesis of New World 夏の天地創造 より未公開映像「天地創造」「碧空の記憶」「鋼鉄の巨人」
- マジックコーナー　ナカノ・マクラーレンによるテーブルマジック
- 50周年まで待てない!みんなで一緒に作ろうALFEE年表
  - 1983年1月～8月まで

第2回　イー!ニク 記念日　配信　2023年1月29日 20:00～22:00
- 記念日評論家　アニバー・サリー桜井　昭和基地開設記念日
- 肉にまつわる世界中の話　高見沢の食べ歩きの思い出
- 2022 Summer Genesis of New World 夏の天地創造 より未公開映像「進化論B」「Funky Cat」「TIME AND TIDE」
- 私とお肉のいい話
- イー!ニク記念日ロケ　渋谷「鳥竹」
  - 思い出の鳥竹で乾杯
  - NHKオーディションに落ちた夜
  - あの事件の始まりは鳥竹だった
  - 変わっていく渋谷の風景
  - お酒の思い出話が止まらない
  - 日本酒の思い出
- ALFEEに教えたい美味しいもの
- 私の特別な記念日
- 50周年まで待てない!みんなで一緒に作ろうALFEE年表
  - 1983.8.24　日本武道館　初コンサート

第3回　Baby, Baby, I love You 記念日 −Valentine's Day−　2023年2月14日 20:00～22:00
- 記念日評論家　アニ・バーサリー桜井　ふんどしの日
- バレンタインデーにききたいALFEEナンバーBEST5
  - 1位 おくりもの
  - 2位 恋人達のペイヴメント
  - 3位 恋人になりたい
  - 4位 LOVE NEVER DIES
  - 5位 泣かないでMY LOVE
- 2022 Summer Genesis of New World 夏の天地創造 より未公開映像「Orionからの招待状」「Time Machine ～恋のS・O・S～」「SWEAT&TEARS」
- ALFEEに教えたい美味しいもの
- 50周年まで待てない!みんなで一緒に作ろうALFEE年表
  - 1983年9月5日から12.31まで　第34回NHK紅白歌合戦 出場秘話

第4回　マル秘 記念日　2023年3月4日 20:00～22:00
- 記念日評論家　アニバ・サリー桜井　普通の土曜日
- 新装開店 スナック・アルフィー
  1. 坂崎　うちのお父さん　　
  2. 桜井　勝手にしやがれ　　　　　　　　　
  3. 高見沢　六本木心中　　　　　　　　　　
  4. 坂崎　想い出の渚
  5. 高見沢　別れの予感　　　　　　　　　
  6. 桜井･坂崎　チャンピオン　　　　　　　　　
  7. 高見沢　メモリーグラス　　　　　　　　　　
  8. 桜井　よせばいいのに
  9. 坂崎　噂の女　　
  10. 桜井　危険なリンゴ　→　王将
- 2022 Summer Genesis of New World 夏の天地創造 より未公開映像「Final Wars!」「Loving You」「組曲 時の方舟」
- 私の特別な記念日
- ALFEEに教えたい美味しいもの
- 50周年まで待てない!みんなで一緒に作ろうALFEE年表
  - 1984年8月3日から12.31まで

第5回　あなたに贈る愛の歌 記念日 −White Day−　2023年3月14日 20:00～22:00
- 記念日評論家　アニバサ・リー桜井　数学の日
- 2022.12.24 Winter Genesis of New World 冬の天地創造 より未公開映像「星空のCeremony」「霧のソフィア」「聖夜－二人のSilence Nightー」
- ロケ「黒澤楽器店　お茶の水店」（前・後編）
- 2022 Summer Genesis of New World 夏の天地創造 より未公開映像「あなたに贈る愛の歌」
- あなたの愛の告白エピソード
- ALFEEに教えたい美味しいもの
- 50周年まで待てない!みんなで一緒に作ろうALFEE年表
  - 1984年1月から1985年4月まで

第6回　ALFEE HISTORY 完結(?) 記念日　2023年3月23日 20:00～22:00
- 記念日評論家　アニバーサリー・ルサマイラクサ　アルフィーヒストリー完結めざして頑張っちゃおう記念日
- 50周年まで待てない!みんなで一緒に作ろうALFEE年表
  - 1985年
  - 1986年1月から8月3日まで
- 2022.12.24 Winter Genesis of New World 冬の天地創造 より未公開映像「ジェネレーション・ダイナマイト」「風の時代」「愛という存在」
- ALFEEに教えたい美味しいもの
- もう一度みたいあのシーン
  - 名物企画編・ハプニング編・バースデー編・番外編

## Come on! ALFEE!!　Season7「夏だ!祭りだ!ALFEEだ!スペシャル★」　（全3回）
- THE ALFEE 2023 Spring Genesis of New World 風の時代　6月10日・美喜仁桐生文化会館シルクホール（桐生市市民文化会館）でのコンサート会場で発表。
- 6月12日には THE ALFEE OFFICIAL SITE ALFEE.COM[1]と Alfee Mania の公式サイトで発表。6月23日にTHE ALFEE OFFICIAL SITE ALFEE.COMで各番組タイトルを発表[23]。
- 7月9日から全3回。オープニング映像が一新された。
- 3番組通し券 購入特典は　Come on! ALFEE!! ロケ2部作　Special Blu-ray 2。

第1回　納涼スペシャル!　2023年7月9日 20:00～22:00
- 夏のイベント花火特集
- 夏の便利グッズ　暑さ対策グッズ紹介
- 2022 Summer Genesis of New World 夏の天地創造 より未公開映像「STARSHIP -光を求めて-」「SWINGING GENERATION」（1日目）
- 夏の風物詩　かき氷を食べよう!
  - 氷屋bebeの出張かき氷・天然氷を使ったかき氷を提供。坂崎・高見沢がオリジナルシロップを選ぶ中、桜井が一度やってみたかったと自前の焼酎「神川」を持ち込み「焼酎かき氷」を食した。
- ビデオパンフレット　1995幻夜祭より　「OッDoranai!」
- わたしの夏のちょっといい話
- 2022 Summer Genesis of New World 夏の天地創造
- 50周年まで待てない!みんなで一緒に作ろうALFEE年表
  - 1986年8月3日から12月24日まで

第2回　誕生日スペシャル! 2023年8月25日 20:00～22:00
- 結成50周年、デビュー49周年記念日
- 祝デビュー記念日!マグロの解体ショー→実食：第1回エンディングに表示されたマグロの写真の謎が判明
- 2022.12 Winter Genesis of New World 冬の天地創造 日本武道館ライブより未公開映像「星空のCeremony」「Far Away」「Circle of Seasons」
- 夏イベ参戦レポート
- 2023風の時代★夏イベントダイジェスト
  - 7月29日・30日に横浜アリーナで行われた夏イベントのダイジェスト映像。
  - 当日の音声は無く「SWEAT & TEARS」が使用された。
- スタッフ発案企画　祝・結成50周年　メンバーを褒めよう!
- ロケ企画
  - 今夜はみんなでBBQ　パート1　豊洲WILD MAGIC
  - 高見沢招待単独ロケ　西武園ゆうえんち　ウルトラマン・ザ・ライド
- 50周年まで待てない!みんなで一緒に作ろうALFEE年表
  - 1987年1月から7月まで

第3回　ミュージシャンスペシャル!　2023年9月17日 20:00～22:00
- 2022.12 Winter Genesis of New World 冬の天地創造未公開映像「Orionからの招待状」（日本武道館）「聖夜－二人のSilence Nightー」（12月24日）
- ミュージシャンスペシャル
  - 桜井賢　所有ベース
    - フェンダー・ジャズベース
      - No1 レコーディング用　'65年製　（マサ）
      - No2 ライブ用　'62年製　（ジャコ）

  - 高見沢俊彦　所有レスポール・シグネチャーモデル
    - ジミー・ペイジモデル　　シリアルナンバー02
    - ピーター・フランプトンモデル　　ブラックボディ3ピックアップモデル
    - ジョン・サイクスモデル　　ブラックボディアクリルピックガード付
    - ゲイリー・ムーアモデル　　トラ目'59年製
    - ドン・フェルダーモデル　シリアルナンバー22

  - 坂崎幸之助　所有ギター
    - カオルギター
    - Pre-war Guitars OOO-28 タイプ　1937年製の完コピギター
    - マーティン
      - D-45('81)
      - D-45('82)
      - D-28('82)
      - D-76('76)

  - マーティン3本によるアコースティック・ギターセッション
  - フェンダー・ジャズベース（マサ）、レスポール（ジミー・ペイジモデル）、カオルギター＋ブルースハープによるフリーセッション
- ロケ企画　今夜はみんなでBBQ　パート2　豊洲WILD MAGIC
- トークテーマ
  - 50年前の夏
  - ビアガーデンの想い出
  - 夏イベの想い出
  - ギターの話
- ALFEEに教えたい!!「夏に食べたい美味しいもの」
- スタッフ発案企画　祝・結成50周年　メンバーを褒めよう!
- 50周年まで待てない!みんなで一緒に作ろうALFEE年表
  - 進まず

## Come on! ALFEE!! Returns / Season 8　（全5回）
- THE ALFEE 2024 THE ALFEE 50th Anniversary 秋の祭典　12月4日・市川市文化会館でのコンサート会場で発表。
- 12月4日22:00、THE ALFEE公式サイト、X、より、1年4ヶ月ぶりの「Come on! ALFEE!! Returns / Season 8」の配信開始を発表。
- SPOOX会員登録で過去のダイジェスト映像や新シリーズに向けたメンバーのコメントをまとめた「Come on! ALFEE!!過去配信回ダイジェスト版」が視聴可能となった。
- ５番組通し券 購入特典は　Come on! ALFEE!! 特製クッション。

Come on! ALFEE!!過去配信回ダイジェスト版
　オープニング映像は大宮ソニックシティのステージ裏で収録
第1回　桜井賢！やっと古希だよ!『3人合わせて210歳スペシャル！』　2025年1月20日 20:00～22:00
- 桜井賢誕生日おめでとうコーナー
  - バルーンパ・フォーマー MIHARUさんによる　バースデーパフォーマンス　緑色のカメと３人のキャラクターバルーン付きバルーンケーキを制作
  - バースデープレゼント　本格芋焼酎『古希桜 まさる』１升瓶
    - 「古希桜」は高見沢さんが、「まさる」と「飲み過ぎ注意」は坂崎さんが筆で書いたもの
    - 鹿児島県鹿屋市、大海酒造の芋焼酎「海」に特注ラベルをつけた物
    - 視聴者プレゼントに４合瓶を5名様
      - 5名様にプレゼントと言っていたが、番組内で高見沢、坂崎両氏が欲しがったため、プレゼント応募サイトで当初３名様と記載があった。SNS上ではお二方が欲しがったんだから３名でOK、との投稿が相次いだ。しかし、暫くして５名様に訂正された。

- 2023 Summer Genesis of New World 風の時代＊夏 より「The 2nd Life -第二の選択」
- 紅白裏話
- ＪＲ東海 東海道新幹線 60 周年×THE ALFEE デビュー50 周年 スペシャルコラボ企画
  - 再生アルミギター「Re:A-700 Talbo（タルボ） 」贈呈式
  - 大井車両基地構内見学映像
    - 新幹線運転席、車両点検を見学
    - 高見沢さんがヘルメットをかぶった映像を見て「ヘルミー」とのチャットが相次ぐ
- 2023 Summer Genesis of New World 風の時代＊夏 より「ＬＯＶＥ」
- 私の５０周年ＡＬＦＥＥ！投稿紹介
- THE ALFEE展「THE ALFEE’S LEGACY ～50年の足跡～」ダイジェスト
- みんなで一緒に作ろうALFEE年表
  - 1987.8.8 SUNSET-SUNRISE から 1987年末まで

第2回　節分だよ！『もう豆はそんなに食えないよ～スペシャル！』 2025年2月3日 20:00～22:00
- 節分トーク
- 輝け!変わり種　恵方巻きグランプリ
  - 1位 海苔巻きアイスの恵方巻き　2位 肉巻き恵方巻き　3位 大学芋の恵方巻き
- 2023 Summer Genesis of New World 風の時代＊夏 より「風の時代」
- 私の５０周年ＡＬＦＥＥ！投稿紹介
- 2023 Summer Genesis of New World 風の時代＊夏 より「君に逢ったのはいつだろう」
- 自慢のご当地グルメ
- 最近見かけなくなった○○の話
- 2023 Summer Genesis of New World 風の時代＊夏 より「ONE」
- みんなで一緒に作ろうALFEE年表
  - 1989年1月～8月まで　ALL OVER JAPAN 4 ACCESS AREA
- カメラマンの山下さんの実家が、第1回でプレゼントされた「古希桜」の醸造元大海酒造だと判明
- 2024 Wind of Time 50年目の夏祭り より　「ロマンスが舞い降りて来た夜」

第3回　バレンタインデーだよ!『プレゼントはチョコだけじゃないよ～スペシャル！』　2025年2月14日 20:00～22:00
第4回　ひなまつりだよ！『三人官女にマサルは似合わないスペシャル！』 2025年3月3日 20:00～22:00
第5回　春ツアー直前だよ!『51周年目のトラベリング・バンド！～スペシャル！！』　2025年3月22日 20:00～22:00

## Come on! ALFEE!! 夏だ! 祭りだ! ALFEEだ! Season 9　（全3回）
- THE ALFEE 2025 THE ALFEE 51st Anniversary Spring Celebration　6月7日大阪フェスティバルホールでのコンサート会場で発表。
- 6月9日、THE ALFEE公式サイト、X、より「Come on! ALFEE!! 夏だ! 祭りだ! ALFEEだ! Season 9」の配信開始を発表。[24]

第1回　夏が舞い降りてきたＳＰ　2025年7月12日 20:00～22:00
第2回　ＡＬＦＥＥ 51年目の誕生祭ＳＰ　2025年8月5日 20:00～22:00
第3回　夏のロケＳＰ　2025年9月23日 20:00～22:00